# بی‌هوازی اختیاری

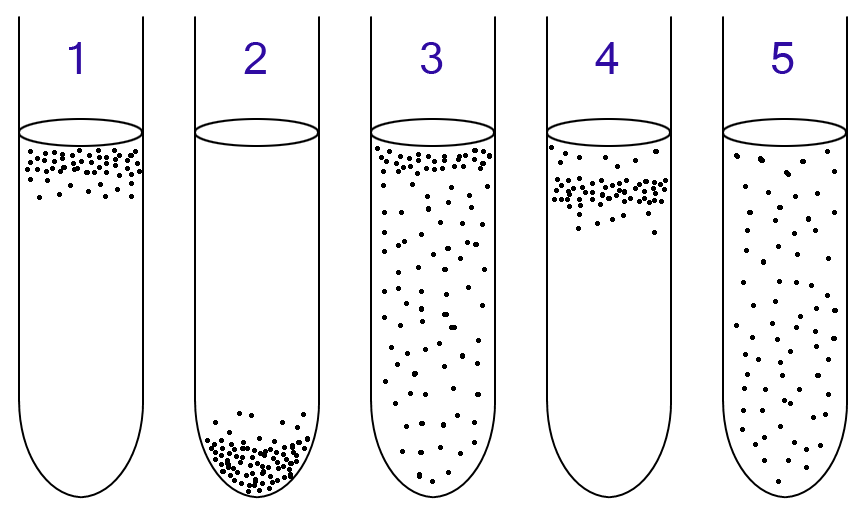
آزمودن باکتری‌ها در محلولی از اسید تیوگلیکولیک: ۱ = هوازی، ۲ = بی‌هوازی، ۳–۵ = اختیاری (دوگونه‌زی).

بی‌هوازی اختیاری (facultative anaerobe) ریزاندامگانی (میکروارگانیسم‌هایی) است که در هر دو شرایط هوازی و بی‌هوازی قادر به زندگی است.
بی‌هوازی‌های اختیاری برای رشد به اکسیژن نیاز ندارند اما در حضور اکسیژن بهتر رشد می‌کنند. بسیاری از مخمرها، ازجمله مخمر نان، و قارچ‌های رشته‌ای و اشریشیا نمونه‌هایی از این گونه ریزاندامگان هستند.
این ارگانیسم‌ها می‌توانند بین انواع هوازی و غیرهوازی دگرگشت (متابولیسم) تغییر جهت دهند. تحت شرایط بی‌هوازی، آنها به وسیله تخمیر یا تنفس بی‌هوازی رشد کرده، اما در حضور اکسیژن به سمت تنفس هوازی برمی‌گردند.
اکثر مخمرها و کپک‌ها که درون غذا یا بر سطح آن‌ها رشد می‌کنند، از انواع هوازی هستند هر چند که برخی از آن‌ها به شرایط بی‌هوازی اختیاری نیز تمایل دارند.
به طور کل به موجوداتی که بقا و رشد آنها هم در غیاب و هم در وجود اکسیژن محلول میسر باشد دوگونه‌زی facultative گفته می‌شود.